# Бахтадзе, Шура Самсоновна
Шура Самсоновна Бахтадзе (1926 год, село Рухи, Зугдидский уезд, Кутаисская губерния — 2009 год, село Рухи, Зугдидский муниципалитет, Грузия) — колхозница колхоза имени Берия Рухского сельсовета Зугдидского района, Грузинская ССР. Герой Социалистического Труда (1949).

## Биография
Родилась в 1926 году в крестьянской семье в селе Рухи Зугдидского уезда. Окончила местную начальную школу. В послевоенное время трудилась рядовой колхозницей в колхозе имени Берия (с 1953 года — колхоз села Рухи, затем — «Сакартвело») Рухского сельсовета Зугдидского района, председателем которого в довоенные годы был Григорий Петрович Схулухия. Работала на чайной плантации в звене Бего Пахваловича Чкадуа.
В 1948 году собрала 12487 килограмм сортового зелёного чайного листа на участке площадью 1 гектар. Указом Президиума Верховного Совета СССР от 29 августа 1949 года удостоена звания Героя Социалистического Труда за «получение высоких урожаев сортового зелёного чайного листа и цитрусовых плодов в 1948 году» с вручением ордена Ленина и золотой медали «Серп и Молот» (№ 4573).
Этим же Указом званием Героя Социалистического Труда были также награждены чаеводы колхоза имени Берия Дапино Ерастовна Нанава и Аделина Малхазовна Парцвания.
Проживала в родном селе Рухи Зугдидского района.